# Fritz Erich Lehmann
Fritz Erich Lehmann (geboren am 12. April 1902 in München; gestorben am 18. Mai 1970 in Bern) war ein Schweizer Zoologe.

## Leben
Fritz Lehmann war der Sohn des Schweizer Kunstmalers und Hochschullehrers Wilhelm Ludwig Lehmann und der Neffe des Hygienikers Karl Bernhard Lehmann. Er studierte an der Universität Zürich zuerst Medizin, wechselte aber bald zum Fach Zoologie. Neben dem Studium war er Assistent des späteren Nobelpreisträgers Walter Rudolf Hess. 1925 wurde er bei Karl Hescheler mit einer Arbeit über das Tracheensystem der Indischen Stabschrecken promoviert. Anschliessend hospitierte er bei Hans Spemann in Freiburg, Ross Granville Harrison an der Yale University und John Runnström in Stockholm. Nach diesen Aufenthalten verschrieb Lehmann sich der Entwicklungsphysiologie.
Ab 1929 arbeitete Lehmann als Assistent bei Fritz Baltzer an der Universität Bern, wo er sich 1931 habilitierte. Ein Forschungsaufenthalt führte ihn an das Carlsberg-Laboratorium in Kopenhagen. Auf die ausserordentliche Professur seit 1940 folgte 1949 die Berufung zum Ordinarius. Von 1954 bis 1965 war Lehmann als Nachfolger Baltzers Leiter des Zoologischen Instituts in Bern. Auf Grund einer schweren Erkrankung gab er dieses Amt noch vor seiner Emeritierung im Jahr 1968 ab.
Zu Lehmanns Forschungsschwerpunkten zählten neben der Entwicklungsphysiologie die Zellbiologie und die vergleichende und experimentelle Morphologie. Er forschte über die chemische Beeinflussung von Zellteilung und Gewebewachstum. Seine Arbeitsweise war die der Synthese. Lehmanns Hauptwerk Einführung in die physiologische Embryologie erhielt internationale Anerkennung und wurde mehrfach neu aufgelegt. 1967 war er Vorsitzender des 8. Internationalen Embryologen-Kongresses in Interlaken.
Fritz Lehmann war langjähriger Vizepräsident der «International Society of Cell Biology», Gründungsmitglied des «Institut International d’Embryologie» und Präsident der Forschungskommission der Schweizerischen Naturforschenden Gesellschaft (SNG). Neben der Forschung war Lehmann sehr an Lehrer- und Erwachsenenbildung interessiert. Bei der Volkshochschule Bern war er viele Jahre Vorstandsmitglied, an Schulen hielt er Vorträge. Fritz Lehmann war verheiratet und hatte Kinder. Der Hirnanatom Hugo Spatz war sein Cousin.

## Publikationen (Auswahl)
- Einführung in die physiologische Embryologie. Bern 1945.
- Zur Kenntnis der Anatomie und Entwicklungsgeschichte von Carausius morosus Br. IV. Über die Entwicklung des Tracheensystems nebst Beiträgen zur vergleichenden Morphologie des Insekten-Tracheensystems. Dissertation, Jena 1925.
- Die Entwicklung des Anlagenmusters im Ektoderm der Tritongastrula. 1929.
- Mit Heinz Holter, Kaj Ulrik Linderstrøm-Lang: Aktivierung der Leucylpeptidase von Tubifex-Eiern durch Magnesiumsalze. Kopenhagen 1938.
- Der Feinbau der Organoide von Amoeba proteus und seine Beeinflussung durch verschiedene Fixierstoffe. Berlin 1959.
- Muss der akademische Nachwuchs in Bern gefördert werden? Bern 1946.
- Die Hochschule als Weg zum Berufsleben. Ansprachen an den 50. Maturanden-Jahrgang des städtischen Gymnasiums Biel 1954. Biel 1957.
- Als Herausgeber: Gestaltungen sozialen Lebens bei Tier und Mensch. Bern 1958.